# Gundabathula Venkateswara Rao
Gundabathula Venkateswara Rao (Índia, 9 de novembro de 1944) é um engenheiro de materiais indiano, conhecido por seus estudos na área de mecânica estrutural. Sua áreas de pesquisa incluem o método dos elementos finitos, análise estrutural e materiais inteligentes. Desenvolveu com seus colegas o FEAST, um programa de tamanho médio para pesquisas de laboratório e aplicações industriais incluindo projeto e análise de sistemas de foguetes. O Google Scholar lista diversos de seus artigos. Recebeu o Prêmio Shanti Swarup Bhatnagar de Ciência e Tecnologia em 1989.

## Publicações
- Gajbir Singh, G. Venkateswara Rao (Agosto de 2000). «Nonlinear oscillations of laminated plates using an accurate four-node rectangular shear flexible material finite element». Sadhana. 25 (4): 367–380
- Ramgopal Varma Ramaraju and Venkateswara Rao Gundabathula (2009). «Reinvestigation of Intuitive Approach for Thermal Postbuckling of Circular Plates». AIAA Journal. 47 (10): 2493–2495. doi:10.2514/1.43034
- Jagadish Babu Gunda, G. Venkateswara Rao (junho de 2013). «Post-buckling analysis of composite beams: A simple intuitive formulation». Sadhana. 38 (3): 447–459